# Pseudomystus siamensis
Pseudomystus siamensis (synoniem: Leiocassis siamensis) is een straalvinnige vissensoort uit de familie van de stekelmeervallen (Bagridae). De wetenschappelijke naam van de soort is voor het eerst geldig gepubliceerd in 1913 door Regan.

## Kenmerken
De vis heeft een donkerbruine kleur, die naar de buik in grijsblauw overgaat. De flanken zijn bedekt met vier onregelmatige, verticale banden, die een lichtgele kleur hebben.